# Igerna

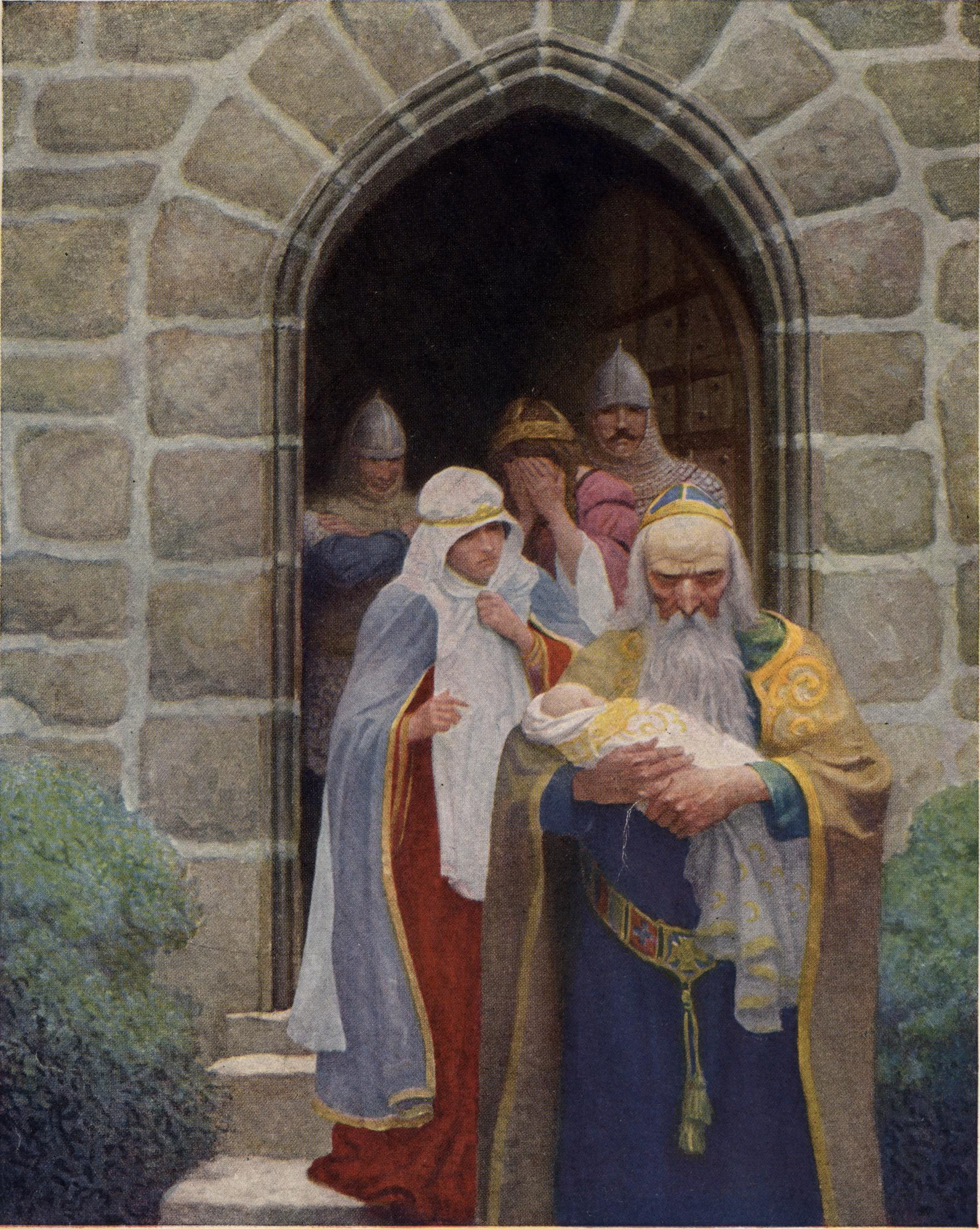
Merlí s'emporta l'infant Artús prenent-lo a Igerna. Il·lustració de C. Wyeth (1922)

Igerna (en gal·lès Eigyr, en francès Ygerne, en anglès Ygrayne modernitzat com a Igraine) és un personatge de la matèria de Bretanya, on és presentada com una dona jove, bella i fidel, muller de Gorlois, duc de Cornualla, i mare del rei Artús (i, segons les versions, de les seves germanastres la fada Morgana, Elaine de Garlot i Morgause).

## Mare d'Artús
Uterpendragó s'enamora d'Igerna durant una visita a la cort de Gorlois i intenta apropar-s'hi, el que ella rebutja. El rei deixa el castell i esclata una guerra entre els dos territoris. Aprofitant una ocasió en què el duc ha sortit per guerrejar, Uterpendragó demana ajuda al mag Merlí per veure's amb la seva estimada. Merlí fa un encanteri que provoca que temporalment tingui l'aparença de Gorlois i, per tant, pugui ser rebut per Igerna, i d'aquesta manera fraudulenta és engendrat Artús. Quan Gorlois és mort en combat, Uter es casa amb Igerna per legitimar Artús.
Les versions varien quan descriuen la seva relació. Les primeres històries parlen només de luxúria per part d'Uter, que posseeix Igerna de manera brutal quan aconsegueix entrar a la seva cambra. Narradors posteriors desenvolupen un amor boig per part de la parella que no es pot consumar pel matrimoni d'ella. La descripció de la vida matrimonial s'emmarca dins l'amor cortès, on Uter actua com un cavaller que l'omple de regals i atencions.